# Raymond Erith
Raymond Charles Erith, membro da Academia Real Inglesa (7 de agosto de 1904 – 30 de novembro de 1973), foi um dos mais proeminentes representantes dentro da arquitetura clássica na Inglaterra no período dominado pelo modernismo após a II Guerra Mundial. Seu trabalho demonstra seu contínuo interesse em expandir a tradição clássica para estabelecer uma arquitetura moderna progressiva, com firmes bases no passado.
Erith foi apontado arquiteto para a reconstrução da Downing Street (1958), eleito um Royal Academician (1959) e serviu na Royal Fine Art Commission (1960-73). Desde sua morte, exposições de sua obra tem sido realizadas pela Academia Real Inglesa (1976), Gainsborough's House, Sudbury (1979), Niall Hobhouse (1986) e o Museu de Sir John Soane (2004).

## Primeiros anos
Raymond Erith nasceu em Londres, sendo o filho mais velho de Charles Erith, um engenheiro mecânico, e sua esposa May. Aos quatro anos, ele contraiu tuberculose, o que o levou a doze anos de intermitente doença, deixando-o permanentemente manco. Seu treinamento técnico deu-se na Architecture Association (1921-26), além de ter trabalhado para Morley Horder e Verner Rees antes de estabelecer negócio próprio (1928). Entre 1929 e 1939, firmou parceria com Bertram Hume, com quem ganhou uma competição internacional para o replanejamento da área de Lower Norrmalm, em Estocolmo, Suécia (1934).
Também em 1934, Erith casou-se com Pamela, a filha mais jovem de Arthur e Elsie Spencer Jackson,também qualificados pela Architecture Association. Erith e sua esposa tiveram quatro filhas. Em 1936 eles se mudaram para Dedham, Essex. Dentre as primeiras comissões do novato arquiteto estava a chamada Great House (1937) e os portões, alojamentos e chalés no Windsor Great Park para o Rei Jorge VI (1939). Como indivíduo jovem, ele procurou precedentes históricos no tardar do século XVIII e início do XIX para acompanhar toda uma tradição enquanto esta ainda estava imaculada e em pleno desenvolvimento para assim dar-lhe progressão. Isto o levou a John Soane, uma importante influência sobre outros dos primeiros projetos de Erith, apesar de este ter-se mais tarde voltado novamente para suas inspirações primevas, especialmente Palladio e a robustez prática de suas villas.
Durante a II Guerra Mundial, precisamente entre 1940 e 1945 Erith tornou-se um fazendeiro em Essex, onde ele viveu pelo resto de sua vida. Esta experiência e sua prática na zona rural de Ânglia Oriental imediatamente após a guerra deu-lhe profundo entendimento acerca da arquitetura local, a qual teria notável eco em seu estilo maduro.

## Carreira no pós-guerra

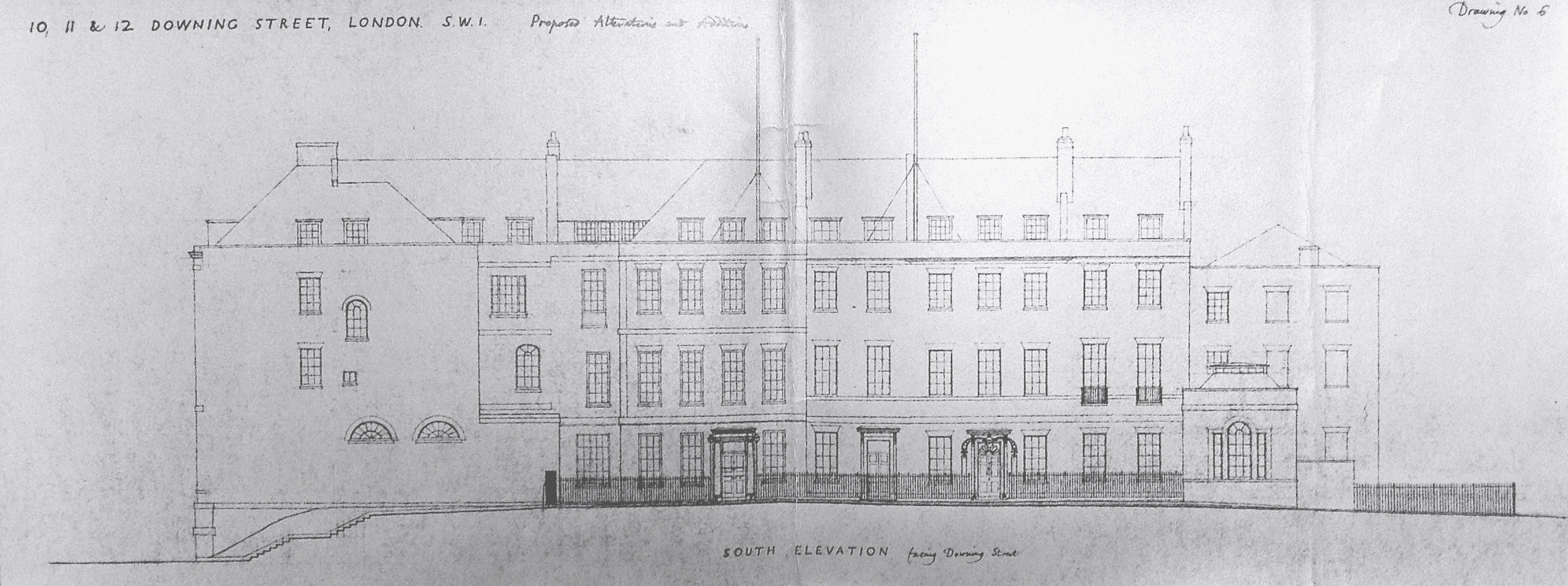
Alterações e adições propostas por Erith à elevação sul do 10 Downing Street, 11 Downing Street e 12 Downing Street, para a renovação de 1958 dos prédios.

Em 1946 Erith abriu um escritório em Ipswich, movendo-o a Dedham em 1958. Sua arquitetura estende-se dos chalés e das pequenas casas para prédios públicos, como a Biblioteca no Lady Margaret Hall, em Oxford (1959–1963), o Castelo de Jack Straw em Hampstead Heath (1963) e um alojamento comum, no Gray's Inn (1971). Outros trabalhos conhecidos incluem os números 15,17 e 19 de Aubrey Walk, Londres (1951), prédios em Northamptonshire (1956–73), mais alojamentos no Queen's College, em Oxford (1958), e a Folly House, em Herefordshire (1961).
Suas maiores casas de campo estão em Bentley, Sussex (1960–71), e em Hertfordshire (1969). A mais conhecida de suas muitas restaurações é a reconstrução dos números 10 e 11 e mais reconhecidamente do número 12 da Downing Street (1959–63). Ele também remodelou inúmeras casas, incluindo Morley Hall, Wareside (Hertfordshire, 1955); Wellingham House, Ringmer (Sussex, 1955–71); Hunton Manor, em Hampshire (1962) e a Shelley's Folly, em Cooksbridge (Sussex, 1968).
Após sua morte, em 1973, seu parceiro Quinlan Terry continuou seu legado arquitetônico, sendo hoje um dos mais renomados nomes da arquitetura clássica contemporânea.

## Obras em desenho
Erith era um desenhista excepcional, como é possível observar em seus cadernos de esboço, desenhos técnicos e propostas para as muitas competições de que participou ao longo de sua carreira. Suas refinadas obras em desenho regularmente eram exibidas nas Exposições de Verão da Academia Real Inglesa, as quais mostraram muitas de suas mais importantes comissões, assim como esquemas não executados de fábricas, oficinas etc. em Ipswich (1948), uma casa em Devonshire (1949) e variações em cima dum tema de Palladio – um projeto para uma Igreja na Itália (1952).
De 1962 em diante, os desenhos e as ilustrações de Erith passaram a ser regularmente expostos na Academia Real Inglesa na forma de linogravuras por Quinlan Terry, pupilo de Erith e posterior parceiro de trablho.